# Noctilio leporinus
Noctilio leporinus — є одним з видів кажанів родини Noctilionidae.

## Поширення
Країни поширення: Ангілья, Антигуа і Барбуда, Аргентина, Аруба, Багамські Острови, Барбадос, Беліз, Болівія, Бразилія, Колумбія, Коста-Рика, Куба, Домініка, Домініканська Республіка, Еквадор, Сальвадор, Французька Гвіана, Гренада, Гваделупа, Гватемала, Гаяна, Гаїті, Гондурас, Ямайка, Мартиніка, Мексика, Монтсеррат, Нідерландські Антильські острови, Нікарагуа, Панама, Парагвай, Перу, Пуерто-Рико, Сент-Кітс і Невіс, Сент-Люсія, Сент-Вінсент і Гренадини, Суринам, Тринідад і Тобаго, Венесуела, Британські Віргінські острови, Американські Віргінські острови. Цей вид зустрічається в різних типах рослинності у всьому діапазоні, але завжди поблизу річок, водойм або інших вологих місць. Зазвичай спочиває у дуплах дерев, печерах.

## Загрози та охорона
Ніяких серйозних загроз. Знайдений в охоронних районах.